# Белтинці
Белтинці (словен. Beltinci) — поселення в общині Белтинці, Помурський регіон, Словенія. Висота над рівнем моря: 177,8 м.